# Европско првенство у атлетици на отвореном 1962 — маратон за мушкарце
Такмичење у Маратону у мушкој конкуренцији на 7. Европском првенству у атлетици 1962. одржано је 16. септембра по улицама Београда.
Титулу освојену у Стокхолму 1958, није одбранио Сергеј Попов из СССР-а.

## Земље учеснице
Учествовало је 28 такмичара из 17 земаља. 
1. Белгија (1)
2. Данска (1)
3. Ирска (1)
4. Италија (1)
5. Југославија (3)
6. Мађарска (1)
7. Немачка (3)
8. Пољска (2)
9. СССР (3)
10. Турска (1)
11. Уједињено Краљевство (3)
12. Финска (3)
13. Француска (1)
14. Чехословачка (2)
15. Швајцарска (1)
16. Шведска (1)
17. Шпанија (1)

## Рекорди
| Рекорди пре почетка Европског првенства 1962. | Рекорди пре почетка Европског првенства 1962. | Рекорди пре почетка Европског првенства 1962. | Рекорди пре почетка Европског првенства 1962. | Рекорди пре почетка Европског првенства 1962. | Рекорди пре почетка Европског првенства 1962. |
| --------------------------------------------- | --------------------------------------------- | --------------------------------------------- | --------------------------------------------- | --------------------------------------------- | --------------------------------------------- |
| Светски рекорд                                | Абебе Бикила                                  | Етиопија                                      | 2:15:16,2                                     | Рим, Италија                                  | 10. септембар 1960.                           |
| Европски рекорд                               | Сергеј Попов                                  | СССР                                          | 2:15:17,6                                     | Стокхолм, Шведска                             | 24. август 1958.                              |
| Рекорди европских првенстава                  | Сергеј Попов                                  | СССР                                          | 2:15:17,6                                     | Стокхолм, Шведска                             | 24. август 1958.                              |

## Освајачи медаља
|                                   |                                 |                    |
| Брајан Килби Уједињено Краљевство | Aurèl van den Driessche Белгија | Виктор Бајков СССР |

## Сатница
| Датум         | Време | Коло   |
| ------------- | ----- | ------ |
| 16. септембар | 16:30 | Финале |

## Резултати

### Финале
| Пласман | Атлетичар               | Земља                | Резултат  | Белешке |
| ------- | ----------------------- | -------------------- | --------- | ------- |
|         | Брајан Килби            | Уједињено Краљевство | 2:23:18,8 |         |
|         | Aurèl van den Driessche | Белгија              | 2:24:02,0 |         |
|         | Виктор Бајков           | СССР                 | 2:24:19,8 |         |
| 4.      | Alistair Wood           | Уједињено Краљевство | 2:25:57,8 |         |
| 5.      | Павел Канторек          | Чехословачка         | 2:26:54,4 |         |
| 6.      | Сергеј Попов            | СССР                 | 2:27:46,8 |         |
| 7.      | Thyge Thøgersen         | Данска               | 2:30:04.8 |         |
| 8.      | Иван Мустапић           | Југославија          | 2:30:23,4 |         |
| 9.      | Станислав Озог          | Пољска               | 2:30:32,2 |         |
| 10.     | Václav Chudomel         | Чехословачка         | 2:30:33,0 |         |
| 11.     | Tenho Salakka           | Финска               | 2:33:00,0 |         |
| 12.     | Eino Oksanen            | Финска               | 2:33:40,8 |         |
| 13.     | Алберт Месит            | Ирска                | 2:34:55.2 |         |
| 14.     | Фрањо Шкрињар           | Југославија          | 2:36:14,8 |         |
| 15.     | Béla Szalay             | Мађарска             | 2:36:38,0 |         |
| 16.     | Bruno Bartholome        | Немачка              | 2:37:37,6 |         |
| 17.     | Gerhard Hönicke         | Немачка              | 2:43:31,6 |         |
| 18.     | Еверт Ниберг            | Шведска              | 2:44:55,8 |         |
| 19.     | Пол Женева              | Француска            | 2:45:08,0 |         |
| 20.     | Вернер Зилка            | Немачка              | 2:47:40,0 |         |
| 21.     | Гуидо Вогеле            | Швајцарска           | 2:48:11,6 |         |
| 22.     | Нило Сорела             | Финска               | 2:48:43,2 |         |
|         | Николај Румиантсев      | СССР                 | НЗ        |         |
|         | Рон Хил                 | Уједињено Краљевство | НЗ        |         |
|         | Мигуел Наваро           | Шпанија              | НЗ        |         |
|         | Фрањо Михалић           | Југославија          | НЗ        |         |
|         | Haydar Erturan          | Турска               | НЗ        |         |
|         | Salvatore Cuccuru       | Италија              | НЗ        |         |